# Gymnastiek op de Olympische Zomerspelen 2016 – Brug mannen
De brug voor de mannen op de Olympische Zomerspelen 2016 in Rio de Janeiro vond plaats op 6 augustus (kwalificatie) en op 16 augustus (finale). De Oekraïner Oleg Vernjajev won het onderdeel voor de Amerikaan Danell Leyva die het zilver pakte en de Rus David Beljavskij die het brons won.

## Format
Alle deelnemende turners moesten een kwalificatie-oefening turnen. De beste acht deelnemers gingen door naar de finale. Er  mochten maximaal twee deelnemers per land in de finale komen. Alleen de scores die in de finale gehaald werden, telden voor de einduitslag.

## Uitslag

### Finale
- D-score: de moeilijkheidsgraad van de oefening
- E-score: de uitvoeringsscore van de oefening
- Straf: straffen die zijn gegeven door de jury
- Totaal: D-score + E-score - straf geeft de totaalscore

| Rang   | Naam                  | Land | D-score | E-score | Straf | Totaal |
| ------ | --------------------- | ---- | ------- | ------- | ----- | ------ |
| Goud   | Oleg Vernjajev        | UKR  | 7.100   | 8.941   |       | 16.041 |
| Zilver | Danell Leyva          | USA  | 6.900   | 9.000   |       | 15.900 |
| Brons  | David Beljavskij      | RUS  | 6.900   | 8.833   |       | 15.783 |
| 4      | Shudi Deng            | CHN  | 7.200   | 8.566   |       | 15.766 |
| 5      | Manrique Larduet      | CUB  | 7.100   | 8.525   |       | 15.625 |
| 6      | Andrei Vasile Muntean | ROU  | 6.600   | 9.000   |       | 15.600 |
| 7      | Ryōhei Katō           | JPN  | 6.800   | 8.433   |       | 15.233 |
| 8      | Hao You               | CHN  | 7.400   | 7.433   |       | 14.833 |